# Puerto Ingeniero Ibáñez Airport
Puerto Ingeniero Ibáñez Airport är en flygplats i Chile.   Den ligger i provinsen Provincia General Carrera och regionen Región de Aisén, i den södra delen av landet, 1 400 km söder om huvudstaden Santiago de Chile. Puerto Ingeniero Ibáñez Airport ligger 206 meter över havet. Den ligger vid sjön Lago Buenos Aires.
Terrängen runt Puerto Ingeniero Ibáñez Airport är varierad. Puerto Ingeniero Ibáñez Airport ligger nere i en dal. Trakten runt Puerto Ingeniero Ibáñez Airport är nära nog obefolkad, med mindre än två invånare per kvadratkilometer..